# Pretty Belinda
Pretty Belinda är en sång skriven av Chris Andrews, och inspelad av honom och utgiven på singel 1969.
Ola Håkansson spelade in låten på svenska, som "Söta Belinda", och släppte den på singel 1970.  och fick in sin version på Svensktoppen där den låg i 11 veckor det året under perioden 26 juli-4 oktober 1970, med tredjeplats som främsta placering.  Britt Lindeborg skrev den svenska texten.
Sången användes som signaturmelodi till Filip och Fredriks humorprogram 100 höjdare som sändes i Kanal 5 mellan 2004 och 2008. Signaturmelodin spelas av dragspelaren Roland Cedermark som även deltar i introklippet.

## Listplaceringar
| Lista (1969-1970) | Topplacering |
| ----------------- | ------------ |
| Nederländerna     | 8            |
| Norge             | 3            |
| Västtyskland      | 5            |
| Österrike         | 1            |

### Fotnoter
1. ↑  ”Svensk mediedatabas”. http://smdb.kb.se/catalog/id/001450124. Läst 2 juni 2011.
2. ↑  ”Svensktoppen”. 26 februari 1970. http://sverigesradio.se/Diverse/AppData/Isidor/files/2023/3468.txt. Läst 2 juni 2011.
3. ↑  ”LIBRIS - Pretty Belinda”. libris.kb.se. http://libris.kb.se/bib/9059102. Läst 23 januari 2018.
4. ↑  ”Aftonbladet”. 9 juli 2004. http://www.aftonbladet.se/nojesbladet/musik/article10470200.ab. Läst 28 juli 2011.
5. ↑  ”Pretty Belinda”. Dutchcharts. http://dutchcharts.nl/showitem.asp?interpret=Chris+Andrews&titel=Pretty+Belinda&cat=s. Läst 2 juni 2011.
6. ↑  ”Pretty Belinda”. Norwegiancharts. http://norwegiancharts.com/showitem.asp?interpret=Chris+Andrews&titel=Pretty+Belinda&cat=s. Läst 2 juni 2011.
7. ↑  ”Pretty Belinda”. Austriancharts. http://austriancharts.at/showitem.asp?interpret=Chris+Andrews&titel=Pretty+Belinda&ca. Läst 2 juni 2011.